# Приватна особа (фільм)
«Приватна особа» (рос. «Частное лицо») — російський радянський художній фільм 1980 року режисера Олександра Прошкіна.

## Сюжет
Полковник міліції Лук'янов їде з дружиною на відпочинок в курортне містечко, де живе його друг, співробітник місцевої міліції майор Алексєєв. При зустрічі старі друзі домовляються побачитися на наступний день, при цьому Алексєєв явно стурбований якоюсь справою, яку, за його словами, слід закінчити. Вночі Алексєєв один відправляється на завдання, в ході виконання якого його збиває машина. Дізнавшись про це, Лук'янов як приватна особа пропонує місцевому кримінальному розшуку свою допомогу, вважаючи за свій обов'язок з'ясувати обставини загибелі друга. Полковнику належить з'ясувати, чи було це навмисне вбивство, чи нещасний випадок?..

## У ролях
- Анатолій Кузнєцов
- Тетяна Ташкова
- Галина Польських
- Георгій Дрозд
- Леонхард Мерзін
- Федір Одиноков - батько Ніни Петрівни, лісник
- Микола Денисов
- Борис Токарев
- Володимир Приходько
- Олександр Пятков
- Юрій Назаров
- Юрій Саранцев
- Лідія Савченко
- Леонід Трутнєв
- Дмитро Франько
- Геннадій Юхтін

## Творча група
- Сценарій: Іван Менджерицький
- Режисер: Олександр Прошкін
- Оператор: Фелікс Кефчіян
- Композитор: Едуард Артем'єв